# Jean Jacques Étienne Lucas
Jean-Jacques Étienne Lucas (Marennes, 28 de abril de 1764 – Brest, 6 de noviembre de 1819) fue un oficial de la Marina Francesa, famoso por su papel como capitán del navío Redoutable en la batalla de Trafalgar.

## Primeros años
Nacido en Marennes, ingresa en la Marina Francesa a la edad de 14 años. Desde 1779 y durante tres años sirve como guardiamarina a bordo de la fragata Hermione, donde tuvo como capitán y maestro al contralmirante Louis-René Levassor de Latouche Tréville, la cual participa activamente en la Guerra de Independencia de los Estados Unidos.

## Batalla de Trafalgar
En octubre de 1805 servía como capitán a bordo del navío francés Redoutable, de dos puentes y 74 cañones. Y formaba parte de la escuadra franco-española al mando del almirante Villeneuve, que estaba bloqueada en Cádiz por la escuadra del almirante inglés Nelson. Lucas, ya por esas fechas marino de contrastada valía, se encargó en los días previos al combate de entrenar a su tripulación de la manera más eficiente. Haciendo honor a su antiguo maestro y su fama de entablar combate cuerpo a cuerpo como prioridad absoluta en un combate naval, instruyó arduamente a su tripulación en la lucha con sable y el abordaje y colocó en las cofas a los mejores tiradores de entre las tres compañías de infantería de marina que tripulaban el Redoutable.
El día 21 de ese mes, la escuadra salió de Cádiz, en contra de los deseos de los oficiales españoles y de algunos franceses, entre ellos Lucas. La escuadra formó una línea de batalla con vistas a entablar combate con la escuadra inglesa y el Redoutable se situó primeramente por delante del buque insignia francés y aliado, el Bucentaure, que comandaba el almirante Villeneuve. Pero la famosa orden de este de virar la línea en redondo ya a la vista del enemigo, lo colocó a popa del navío insignia.
El plan del almirante Nelson consistía en cortar la línea aliada por dos puntos, batiendo a los buques aliados por popa y proa, en superioridad numérica, e ir rindiéndolos uno a uno. El almirante inglés formó dos columnas de ataque, una a cargo del contralmirante Collingwood, que aislaría la retaguardia aliada, y otra liderada por él mismo, que se dirigiría hacia el centro de la línea y cruzaría entre la proa del Bucentaure y la popa del Santísima Trinidad español. 

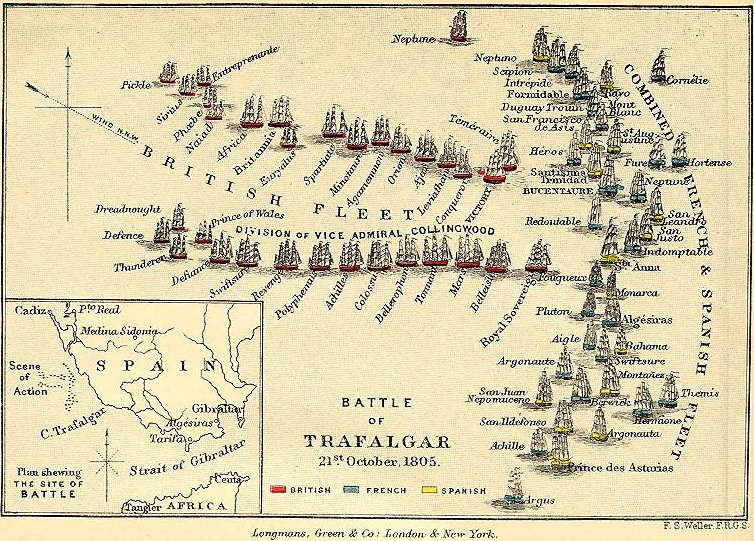
Despliegue de batalla durante la batalla de Trafalgar

Cuando empezó el combate, Nelson se dirigió a toda vela hacia la proa del Bucentaure, pero tanto este como el Trinidad le sacudieron tal andanada que hicieron a su buque insignia, el HMS Victory, escorar un par de tracas, con el consiguiente cambio de rumbo, que obligó a Nelson a cambiar también el punto de ataque, dirigiéndose a cortar la línea entre la popa del Bucentaure y la proa del Redoutable. Lucas intentó cortar el paso a Nelson pero el viento no le era favorable y los dos barcos quedaron parejos, trabando un durísimo combate. El Redoutable se encontraba en inferioridad de condiciones, puesto que el navío inglés contaba con 104 cañones, contra los 74 del francés. Para solventar la desventaja del número de cañones, el Redoutable produjo un considerable aumento del nivel de disparos de fusilería y granadas e intentó el abordaje del Victory. La tripulación del Redoutable no desfalleció pese a verse rechazados hasta en cuatro ocasiones por parte de la tripulación del navío inglés. A su vez, el HMS Temeraire, navío inglés de 98 cañones, acude en socorro de su buque insignia, y se coloca junto al Redoutable, atrapándolo entre dos fuegos y barriendo su cubierta impunemente. Es en ese momento cuando un tirador del navío francés localiza al almirante Nelson, impasible bajo el fuego, en la cubierta del Victory. El tirador dispara y consigue alcanzar al almirante, causándole una herida que sería fatal. El Redoutable siguió combatiendo a pesar de que otro navío inglés se situó a su popa y comenzó a batirlo. El Fougueux, francés, intentó acudir en ayuda del Redoutable pero fue inútil. Al final, desarbolado por completo y con un gran número de bajas (487 muertos y 81 heridos de una tripulación de 634 hombres), tuvo que rendirse y fue apresado. Se hundió al día siguiente a causa de los importantes daños sufridos en la batalla.[cita requerida]
Lucas, herido en brazos y piernas, y 170 de los supervivientes fueron embarcados en el HMS Swiftsure y trasladados a Gibraltar. Su sentido del honor impresionó tanto a los ingleses que lo dejaron libre en Londres, fiándose de su palabra de no escapar. En el verano de 1806, Lucas fue devuelto a Francia. Napoleón le concedió la Legión de Honor y le ascendió a contralmirante.

## Después de Trafalgar
En 1809 se le concede el mando del navío de 74 cañones Régulus y se une a la escuadra del almirante Zacherie Allemand, con quien lucha y es derrotado de nuevo por una flota inglesa en abril de 1809, en la batalla de la Isla de Aix. En esta batalla Lucas volvió a demostrar su valía llevando el peso del combate en más de una ocasión y repeliendo ataques ingleses muy superiores durante casi dos semanas. A pesar de que su navío hacía aguas por doquier, consiguió reflotarlo y llevarlo al puerto de Rochefort.
Durante el gobierno de los cien días, fue fiel a Napoleón. Después, cuando llegó la Restauración borbónica, en 1816, se retiró de la marina. Murió en Brest en 1819.